# Lara Ivanuša
Lara Ivanuša, slovenska nogometašica, * 9. januar 1997.
Od leta 2016 je članica Slovenske ženske nogometne reprezentance.